# Roberto Parisius
Pour les articles homonymes, voir Parisius.
Roberto Parisius est un ancien arbitre de football du Suriname des années 1990.

## Carrière
Il a officié dans une compétition majeure : 
- Gold Cup 1993 (1 match)